# Ton van Elst
Ton van Elst (Oeffelt, 2 december 1939) is een Nederlandse voormalig voetballer die bij voorkeur als linkeraanvaller speelde.

## Biografie
Van Elst was al enkele jaren als amateurvoetballer actief, alvorens hij op 27-jarige leeftijd van Wittenhorst de overstap maakte naar het betaald voetbal. Op 13 augustus 1967 maakte hij namens FC VVV zijn profdebuut in de uitwedstrijd bij DFC (4-2 verlies). In zijn eerste seizoen was hij onder trainer Jean Janssen direct verzekerd van een basisplaats. In zijn tweede jaar bij VVV, waar inmiddels ook zijn jongere broer Tiny tot de selectie behoorde, kwam hij mede door een kniebandblessure minder aan spelen toe. Na twee jaar keerde Van Elst het profvoetbal de rug toe. Hij werd speler-trainer bij Swolgense Boys. Nadien is hij nog jarenlang werkzaam geweest als trainer bij een aantal amateurclubs in de regio (achtereenvolgens Excelsior '18, Baarlo, Stormvogels '28, Sparta '18, EWC '46 en ten slotte opnieuw Excelsior '18) en als leraar in het voortgezet onderwijs. 

### Statistieken
| Seizoen         | Club            | Competitie      | Competitie | Competitie | Beker | Beker | Playoffs | Playoffs | Totaal | Totaal |
| Seizoen         | Club            | Competitie      | Wed.       | Dlp.       | Wed.  | Dlp.  | Wed.     | Dlp.     | Wed.   | Dlp.   |
| --------------- | --------------- | --------------- | ---------- | ---------- | ----- | ----- | -------- | -------- | ------ | ------ |
| 1967/68         | FC VVV          | Eerste divisie  | 31         | 8          | 1     | 0     | 2        | 0        | 34     | 8      |
| 1968/69         | FC VVV          | Tweede divisie  | 15         | 3          | 0     | 0     | —        | —        | 0      | 0      |
| Carrière totaal | Carrière totaal | Carrière totaal | 46         | 11         | 1     | 0     | 2        | 0        | 49     | 11     |